# 倫敦廣場

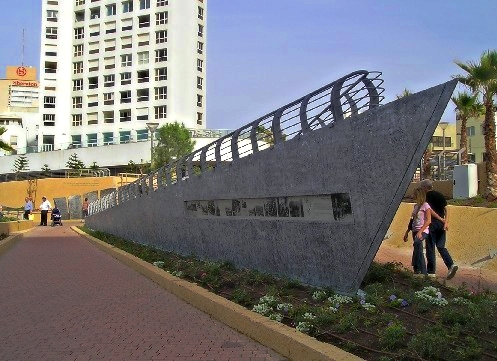
倫敦廣場

倫敦廣場（希伯來語：‎）是位於以色列城市特拉維夫市中心的一座廣場，名稱取自於英國首都倫敦，以感謝英國人，特別是第二次世界大戰期間在不列顛空襲中幫助猶太人的倫敦人。倫敦廣場位於海灘附近。2000年，倫敦廣場進行了大幅重建。
32°04′42″N 34°46′2″E / 32.07833°N 34.76722°E